# Алиссия Кент
Алиссия Кент (англ. Alyssia Kent; род. 7 июня 1991 года, Румыния) — румынская порноактриса и вебкам-модель.

## Карьера
Начала карьеру в индустрии для взрослых в ноябре 2017 года в возрасте 26 лет. Первые съёмки были для студии DDF. В видео Meeting and Mating, которое было выпущено в феврале 2018 года студией DDF, впервые снялась в сцене анального секса и двойного проникновения. Также для студии CumLouder впервые снялась в сцене межрасового секса.
Участвует в съёмках для студий 21Sextury, Babes, Brazzers, CumLouder, DDF, Evil Angel, LetsDoeIt, MET-Art, Passion HD, Private, Reality Kings, Video Marc Dorcel и других.
В марте 2018 года была названа эротическим сайтом iStripper «Талантом месяца» (Talent of the Month).
В ноябре 2018 года была номинирована на премию AVN Awards в категориях «Лучшая иностранная исполнительница года» и «Лучшая анальная сцена в иностранном фильме» (за фильм Meeting & Mating).
По данным сайта IAFD на март 2019 года, снялась в более чем 30 порносценах.

## Награды и номинации
| Год  | Награда           | Результат | Категория                                                                                | Фильм                 |
| ---- | ----------------- | --------- | ---------------------------------------------------------------------------------------- | --------------------- |
| 2018 | Ninfa Award       | Номинация | Лучшая новая актриса                                                                     | Stretching            |
| 2018 | XBIZ Europa Award | Номинация | Лучшая сцена секса — гонзо (вместе с Хесусом Рейесом)                                    | Anal High Flyers      |
| 2019 | AVN Award         | Номинация | Иностранная исполнительница года                                                         | н/д                   |
| 2019 | AVN Award         | Номинация | Лучшая анальная сцена в иностранном фильме (вместе с Мугуром и Эриком Эверхардом)        | Meeting & Mating      |
| 2019 | AVN Award         | Номинация | Награда поклонников: самый горячий новичок                                               | н/д                   |
| 2019 | XBIZ Europa Award | Номинация | Лучшая сцена секса — лесбийский фильм (вместе с Аруной Агорой)                           | Pure Power            |
| 2020 | XBIZ Europa Award | Номинация | Лучшая сцена секса — гламкор (вместе с Ренато, Ренатой Фокс, Черри Кисс и Яником Шафтом) | One Night in Budapest |
| 2022 | XBIZ Europa Award | Номинация | Вебкам-модель года                                                                       | н/д                   |

## Избранная фильмография
- 2018 — A Girl Knows 21
- 2018 — Cuckold and Proud of It
- 2018 — Girl Next Door Likes It Dirty 14
- 2018 — Girls With Guns
- 2018 — Nacho’s Penetrating Interviews